# Liste des monuments historiques protégés en 2004
Cet article recense les monuments historiques français classés ou inscrits en 2004.

## Protections
| Édifice                                                                   | Commune                       | Département           | Région                     | Protection | Base Mérimée                         | Coordonnées                         | Image |
| ------------------------------------------------------------------------- | ----------------------------- | --------------------- | -------------------------- | ---------- | ------------------------------------ | ----------------------------------- | ----- |
| Château de Pont-d'Ain                                                     | Pont-d'Ain                    | Ain                   | Auvergne-Rhône-Alpes       | inscrit    | « PA00116532 », notice no PA00116532 | 46° 03′ 09″ nord, 5° 20′ 41″ est    |       |
| Église Saint-Rémi de Beaurieux                                            | Beaurieux                     | Aisne                 | Hauts-de-France            | inscrit    | « PA00115523 », notice no PA00115523 | 49° 23′ 37″ nord, 3° 44′ 18″ est    |       |
| Château de Bourguignon-sous-Montbavin                                     | Bourguignon-sous-Montbavin    | Aisne                 | Hauts-de-France            | inscrit    | « PA02000055 », notice no PA02000055 | 49° 31′ 42″ nord, 3° 32′ 24″ est    |       |
| Donjon de Cerny-lès-Bucy                                                  | Cerny-lès-Bucy                | Aisne                 | Hauts-de-France            | classé     | « PA00115575 », notice no PA00115575 | 49° 34′ 44″ nord, 3° 32′ 48″ est    |       |
| Bornes de délimitation de Coincy                                          | Coincy                        | Aisne                 | Hauts-de-France            | inscrit    | « PA02000052 », notice no PA02000052 | 49° 09′ 42″ nord, 3° 25′ 21″ est    |       |
| Ferme d'Essigny-le-Grand                                                  | Essigny-le-Grand              | Aisne                 | Hauts-de-France            | inscrit    | « PA02000054 », notice no PA02000054 | 49° 46′ 54″ nord, 3° 16′ 27″ est    |       |
| Château de la Muette                                                      | Largny-sur-Automne            | Aisne                 | Hauts-de-France            | inscrit    | « PA02000053 », notice no PA02000053 | 49° 15′ 37″ nord, 3° 02′ 11″ est    |       |
| Commanderie de Moisy-le-Temple                                            | Montigny-l'Allier             | Aisne                 | Hauts-de-France            | classé     | « PA00115827 », notice no PA00115827 | 49° 06′ 53″ nord, 3° 04′ 57″ est    |       |
| Mausolée Savart                                                           | Saint-Michel                  | Aisne                 | Hauts-de-France            | classé     | « PA02000036 », notice no PA02000036 | 49° 55′ 40″ nord, 4° 07′ 54″ est    |       |
| Château de Blanzat                                                        | Chareil-Cintrat               | Allier                | Auvergne-Rhône-Alpes       | inscrit    | « PA03000022 », notice no PA03000022 | 46° 15′ 26″ nord, 3° 12′ 26″ est    |       |
| Église Saint-Pierre                                                       | Loddes                        | Allier                | Auvergne-Rhône-Alpes       | inscrit    | « PA03000023 », notice no PA03000023 | 46° 17′ 17″ nord, 3° 45′ 56″ est    |       |
| Église Saint-Prejet                                                       | Malicorne                     | Allier                | Auvergne-Rhône-Alpes       | inscrit    | « PA00093147 », notice no PA00093147 | 46° 18′ 06″ nord, 2° 46′ 56″ est    |       |
| Maison de Jeanne d'Arc                                                    | Moulins                       | Allier                | Auvergne-Rhône-Alpes       | inscrit    | « PA03000024 », notice no PA03000024 | 46° 33′ 55″ nord, 3° 19′ 59″ est    |       |
| Parfumerie Roure-Bertrand                                                 | Grasse                        | Alpes-Maritimes       | Provence-Alpes-Côte d'Azur | inscrit    | « PA06000024 », notice no PA06000024 | 43° 39′ 24″ nord, 6° 55′ 52″ est    |       |
| Grotte du Vallonnet                                                       | Roquebrune-Cap-Martin         | Alpes-Maritimes       | Provence-Alpes-Côte d'Azur | classé     | « PA00080821 », notice no PA00080821 | 43° 45′ 51″ nord, 7° 28′ 11″ est    |       |
| Église de la Très-Sainte-Trinité                                          | La Trinité                    | Alpes-Maritimes       | Provence-Alpes-Côte d'Azur | inscrit    | « PA06000025 », notice no PA06000025 | 43° 44′ 37″ nord, 7° 18′ 52″ est    |       |
| Château de Sibra                                                          | Lagarde                       | Ariège                | Occitanie                  | inscrit    | « PA09000013 », notice no PA09000013 | 43° 02′ 35″ nord, 1° 55′ 27″ est    |       |
| Halle de Mazères                                                          | Mazères                       | Ariège                | Occitanie                  | inscrit    | « PA09000014 », notice no PA09000014 | 43° 15′ 06″ nord, 1° 40′ 39″ est    |       |
| Immeuble                                                                  | Carcassonne                   | Aude                  | Occitanie                  | inscrit    | « PA11000029 », notice no PA11000029 | 43° 12′ 45″ nord, 2° 21′ 07″ est    |       |
| Manufacture royale                                                        | Montolieu                     | Aude                  | Occitanie                  | inscrit    | « PA11000030 », notice no PA11000030 | 43° 18′ 32″ nord, 2° 13′ 04″ est    |       |
| Église Notre-Dame d'Aures d'Arvieu                                        | Arvieu                        | Aveyron               | Occitanie                  | inscrit    | « PA12000030 », notice no PA12000030 | 44° 11′ 24″ nord, 2° 39′ 37″ est    |       |
| Halle                                                                     | Combret                       | Aveyron               | Occitanie                  | classé     | « PA12000033 », notice no PA12000033 | 43° 50′ 30″ nord, 2° 40′ 23″ est    |       |
| Château de la Roque                                                       | Fayet                         | Aveyron               | Occitanie                  | inscrit    | « PA12000031 », notice no PA12000031 | 43° 48′ 11″ nord, 2° 56′ 27″ est    |       |
| Halle-oratoire de Naves                                                   | Manhac                        | Aveyron               | Occitanie                  | inscrit    | « PA12000034 », notice no PA12000034 | 44° 15′ 33″ nord, 2° 29′ 12″ est    |       |
| Église Saint-Amans                                                        | Salles-la-Source              | Aveyron               | Occitanie                  | inscrit    | « PA12000032 », notice no PA12000032 | 44° 27′ 53″ nord, 2° 33′ 25″ est    |       |
| Grenier                                                                   | Strasbourg                    | Bas-Rhin              | Grand Est                  | inscrit    | « PA67000063 », notice no PA67000063 | 48° 34′ 51″ nord, 7° 45′ 16″ est    |       |
| Bibliothèque nationale et universitaire (ancienne bibliothèque impériale) | Strasbourg                    | Bas-Rhin              | Grand Est                  | classé     | « PA67000009 », notice no PA67000009 | 48° 35′ 14″ nord, 7° 45′ 22″ est    |       |
| Hôtel d'Antoine ou de Lestang-Parade                                      | Aix-en-Provence               | Bouches-du-Rhône      | Provence-Alpes-Côte d'Azur | classé     | « PA00081039 », notice no PA00081039 | 43° 31′ 38″ nord, 5° 27′ 12″ est    |       |
| Camp des Milles                                                           | Aix-en-Provence               | Bouches-du-Rhône      | Provence-Alpes-Côte d'Azur | inscrit    | « PA00081110 », notice no PA00081110 | 43° 30′ 12″ nord, 5° 23′ 08″ est    |       |
| Vestiges du Groupe épiscopal paléochrétien de l'enclos Saint Césaire      | Arles                         | Bouches-du-Rhône      | Provence-Alpes-Côte d'Azur | classé     | « PA13000047 », notice no PA13000047 | 43° 40′ 33″ nord, 4° 37′ 56″ est    |       |
| Oppidum de Notre-Dame de Pitié                                            | Marignane                     | Bouches-du-Rhône      | Provence-Alpes-Côte d'Azur | classé     | « PA00125710 », notice no PA00125710 | 43° 24′ 21″ nord, 5° 13′ 58″ est    |       |
| Oppidum de Verduron                                                       | Marseille                     | Bouches-du-Rhône      | Provence-Alpes-Côte d'Azur | classé     | « PA13000039 », notice no PA13000039 | 43° 22′ 17″ nord, 5° 20′ 20″ est    |       |
| Oppidum de la Cloche                                                      | Les Pennes-Mirabeau           | Bouches-du-Rhône      | Provence-Alpes-Côte d'Azur | classé     | « PA13000034 », notice no PA13000034 | 43° 23′ 24″ nord, 5° 16′ 39″ est    |       |
| Oppidum des Mayans                                                        | Septèmes-les-Vallons          | Bouches-du-Rhône      | Provence-Alpes-Côte d'Azur | classé     | « PA13000025 », notice no PA13000025 | 43° 23′ 00″ nord, 5° 22′ 51″ est    |       |
| Manoir de Bellou                                                          | Bellou                        | Calvados              | Normandie                  | classé     | « PA00111077 », notice no PA00111077 | 48° 58′ 57″ nord, 0° 13′ 43″ est    |       |
| Manoir de Criquebœuf                                                      | Bonnebosq                     | Calvados              | Normandie                  | inscrit    | « PA14000039 », notice no PA14000039 | 49° 13′ 18″ nord, 0° 05′ 08″ est    |       |
| Ferme de Than                                                             | Bretteville-sur-Odon          | Calvados              | Normandie                  | inscrit    | « PA14000047 », notice no PA14000047 | 49° 10′ 02″ nord, 0° 24′ 34″ ouest  |       |
| Manoir des Évêques de Lisieux                                             | Canapville                    | Calvados              | Normandie                  | classé     | « PA00111211 », notice no PA00111211 | 49° 18′ 56″ nord, 0° 08′ 14″ est    |       |
| Château de Creully                                                        | Creully                       | Calvados              | Normandie                  | classé     | « PA00111260 », notice no PA00111260 | 49° 17′ 10″ nord, 0° 32′ 22″ ouest  |       |
| Chapelle Saint-Vincent                                                    | Hérouville-Saint-Clair        | Calvados              | Normandie                  | inscrit    | « PA14000045 », notice no PA14000045 | 49° 12′ 49″ nord, 0° 20′ 31″ ouest  |       |
| Manoir de la Chapelle                                                     | Hotot-en-Auge                 | Calvados              | Normandie                  | classé     | « PA14000034 », notice no PA14000034 | 49° 11′ 24″ nord, 0° 05′ 47″ ouest  |       |
| Château de Beuzeval                                                       | Houlgate                      | Calvados              | Normandie                  | inscrit    | « PA14000041 », notice no PA14000041 | 49° 17′ 38″ nord, 0° 02′ 47″ ouest  |       |
| Maison                                                                    | Pont-l'Évêque                 | Calvados              | Normandie                  | inscrit    | « PA00111615 », notice no PA00111615 | 49° 17′ 05″ nord, 0° 10′ 56″ est    |       |
| Manoir des Groisilliers                                                   | Rumesnil                      | Calvados              | Normandie                  | inscrit    | « PA14000042 », notice no PA14000042 | 49° 11′ 05″ nord, 0° 00′ 20″ est    |       |
| Manoir de la Motte                                                        | Saint-Pierre-des-Ifs          | Calvados              | Normandie                  | inscrit    | « PA14000043 », notice no PA14000043 | 49° 07′ 33″ nord, 0° 09′ 15″ est    |       |
| Manoir de la Varinière                                                    | Tortisambert                  | Calvados              | Normandie                  | inscrit    | « PA14000044 », notice no PA14000044 | 48° 57′ 48″ nord, 0° 07′ 22″ est    |       |
| Manoir du Lieu-Rocher                                                     | Saint-Pierre-en-Auge          | Calvados              | Normandie                  | inscrit    | « PA14000046 », notice no PA14000046 | 49° 02′ 28″ nord, 0° 02′ 11″ est    |       |
| Hôtel de préfecture du Cantal                                             | Aurillac                      | Cantal                | Auvergne-Rhône-Alpes       | inscrit    | « PA00093454 », notice no PA00093454 | 44° 55′ 45″ nord, 2° 26′ 49″ est    |       |
| Hôtel de Cébié (ou Roger-Ducos)                                           | Aurillac                      | Cantal                | Auvergne-Rhône-Alpes       | inscrit    | « PA15000028 », notice no PA15000028 | 44° 55′ 48″ nord, 2° 26′ 39″ est    |       |
| Église Sainte-Marie                                                       | Montmurat                     | Cantal                | Auvergne-Rhône-Alpes       | inscrit    | « PA15000027 », notice no PA15000027 | 44° 37′ 44″ nord, 2° 12′ 04″ est    |       |
| Château d'Anjony                                                          | Tournemire                    | Cantal                | Auvergne-Rhône-Alpes       | classé     | « PA00093701 », notice no PA00093701 | 45° 03′ 14″ nord, 2° 28′ 41″ est    |       |
| Château de Praisnaud                                                      | Ambernac                      | Charente              | Nouvelle-Aquitaine         | inscrit    | « PA16000032 », notice no PA16000032 | 45° 59′ 12″ nord, 0° 34′ 23″ est    |       |
| Château de Barbezieux                                                     | Barbezieux-Saint-Hilaire      | Charente              | Nouvelle-Aquitaine         | inscrit    | « PA00104238 », notice no PA00104238 | 45° 28′ 23″ nord, 0° 09′ 27″ ouest  |       |
| Château de Bayers                                                         | Bayers                        | Charente              | Nouvelle-Aquitaine         | inscrit    | « PA00104244 », notice no PA00104244 | 45° 55′ 13″ nord, 0° 13′ 45″ est    |       |
| Château de Cellettes                                                      | Cellettes                     | Charente              | Nouvelle-Aquitaine         | inscrit    | « PA16000029 », notice no PA16000029 | 45° 51′ 51″ nord, 0° 08′ 45″ est    |       |
| Viaduc de la Sonnette                                                     | Le Grand-Madieu               | Charente              | Nouvelle-Aquitaine         | inscrit    | « PA16000031 », notice no PA16000031 | 45° 55′ 17″ nord, 0° 27′ 17″ est    |       |
| Château de Buzay                                                          | La Jarne                      | Charente-Maritime     | Nouvelle-Aquitaine         | classé     | « PA00104772 », notice no PA00104772 | 46° 07′ 36″ nord, 1° 04′ 55″ ouest  |       |
| Château de Montguyon                                                      | Montguyon                     | Charente-Maritime     | Nouvelle-Aquitaine         | inscrit    | « PA00104814 », notice no PA00104814 | 45° 12′ 58″ nord, 0° 11′ 18″ ouest  |       |
| Résidence Foncillon                                                       | Royan                         | Charente-Maritime     | Nouvelle-Aquitaine         | inscrit    | « PA17000068 », notice no PA17000068 | 45° 37′ 17″ nord, 1° 02′ 00″ ouest  |       |
| Maison Heureuse                                                           | Saint-Georges-d'Oléron        | Charente-Maritime     | Nouvelle-Aquitaine         | inscrit    | « PA17000066 », notice no PA17000066 | 45° 58′ 12″ nord, 1° 14′ 11″ ouest  |       |
| Prieuré de Sainte-Gemme                                                   | Sainte-Gemme                  | Charente-Maritime     | Nouvelle-Aquitaine         | inscrit    | « PA00105173 », notice no PA00105173 | 45° 46′ 19″ nord, 0° 53′ 17″ ouest  |       |
| Couvent des Jacobins et maison de Maurice Martineau                       | Saintes                       | Charente-Maritime     | Nouvelle-Aquitaine         | inscrit    | « PA00105257 », notice no PA00105257 | 45° 44′ 45″ nord, 0° 38′ 03″ ouest  |       |
| Aumônerie Saint-Gilles                                                    | Surgères                      | Charente-Maritime     | Nouvelle-Aquitaine         | inscrit    | « PA17000067 », notice no PA17000067 | 46° 06′ 10″ nord, 0° 44′ 40″ ouest  |       |
| Palais archiépiscopal de Bourges                                          | Bourges                       | Cher                  | Centre-Val de Loire        | inscrit    | « PA18000026 », notice no PA18000026 | 47° 04′ 53″ nord, 2° 23′ 57″ est    |       |
| Maison de Bernard Pastoureau                                              | Bourges                       | Cher                  | Centre-Val de Loire        | inscrit    | « PA18000023 », notice no PA18000023 | 47° 04′ 55″ nord, 2° 23′ 39″ est    |       |
| Hôtel des Postes                                                          | Bourges                       | Cher                  | Centre-Val de Loire        | inscrit    | « PA18000029 », notice no PA18000029 | 47° 05′ 00″ nord, 2° 23′ 47″ est    |       |
| Collège des Jésuites                                                      | Bourges                       | Cher                  | Centre-Val de Loire        | inscrit    | « PA18000025 », notice no PA18000025 | 47° 05′ 09″ nord, 2° 23′ 42″ est    |       |
| Hôpital général                                                           | Bourges                       | Cher                  | Centre-Val de Loire        | inscrit    | « PA18000027 », notice no PA18000027 | 47° 05′ 36″ nord, 2° 23′ 45″ est    |       |
| Théâtre municipal Jacques-Cœur                                            | Bourges                       | Cher                  | Centre-Val de Loire        | inscrit    | « PA18000030 », notice no PA18000030 | 47° 05′ 02″ nord, 2° 23′ 39″ est    |       |
| Hôtel de Bengy                                                            | Bourges                       | Cher                  | Centre-Val de Loire        | inscrit    | « PA18000028 », notice no PA18000028 | 47° 05′ 02″ nord, 2° 23′ 41″ est    |       |
| Usine métallurgique de Grossouvre                                         | Grossouvre                    | Cher                  | Centre-Val de Loire        | classé     | « PA00135282 », notice no PA00135282 | 46° 52′ 47″ nord, 2° 56′ 10″ est    |       |
| Hôtel de Jumilhac                                                         | Brive-la-Gaillarde            | Corrèze               | Nouvelle-Aquitaine         | inscrit    | « PA19000017 », notice no PA19000017 | 45° 09′ 33″ nord, 1° 31′ 57″ est    |       |
| Château de Mauriolles                                                     | Lissac-sur-Couze              | Corrèze               | Nouvelle-Aquitaine         | classé     | « PA19000016 », notice no PA19000016 | 45° 06′ 44″ nord, 1° 28′ 47″ est    |       |
| Camp de Miard                                                             | Vitteaux                      | Côte-d'Or             | Bourgogne-Franche-Comté    | classé     | « PA21000023 », notice no PA21000023 | 47° 23′ 20″ nord, 4° 30′ 59″ est    |       |
| Château de Léhon                                                          | Léhon                         | Côtes-d'Armor         | Bretagne                   | inscrit    | « PA22000021 », notice no PA22000021 | 48° 26′ 29″ nord, 2° 02′ 26″ ouest  |       |
| Manoir de l'Isle                                                          | Ploumilliau                   | Côtes-d'Armor         | Bretagne                   | inscrit    | « PA22000018 », notice no PA22000018 | 48° 42′ 16″ nord, 3° 31′ 18″ ouest  |       |
| Château de Monchoix                                                       | Pluduno                       | Côtes-d'Armor         | Bretagne                   | inscrit    | « PA22000017 », notice no PA22000017 | 48° 31′ 27″ nord, 2° 15′ 37″ ouest  |       |
| Chapelle Saint-Gilles des Forges                                          | Fresselines                   | Creuse                | Nouvelle-Aquitaine         | inscrit    | « PA23000011 », notice no PA23000011 | 46° 21′ 30″ nord, 1° 43′ 50″ est    |       |
| Église Saint-Didier-et-Saint-Blaise de Saint-Dizier-la-Tour               | Saint-Dizier-la-Tour          | Creuse                | Nouvelle-Aquitaine         | inscrit    | « PA23000012 », notice no PA23000012 | 46° 08′ 45″ nord, 2° 09′ 14″ est    |       |
| Église Sainte-Catherine de Saint-Martin-Sainte-Catherine                  | Saint-Martin-Sainte-Catherine | Creuse                | Nouvelle-Aquitaine         | classé     | « PA00100176 », notice no PA00100176 | 45° 57′ 41″ nord, 1° 34′ 33″ est    |       |
| Église Saint-Julien-de-Brioude-et-Saint-Vaury de Saint-Vaury              | Saint-Vaury                   | Creuse                | Nouvelle-Aquitaine         | inscrit    | « PA23000013 », notice no PA23000013 | 46° 12′ 16″ nord, 1° 45′ 17″ est    |       |
| Château de La Chapelle-Bertrand                                           | La Chapelle-Bertrand          | Deux-Sèvres           | Nouvelle-Aquitaine         | inscrit    | « PA00101212 », notice no PA00101212 | 46° 37′ 20″ nord, 0° 10′ 16″ ouest  |       |
| Vieux château de Montravers                                               | Montravers                    | Deux-Sèvres           | Nouvelle-Aquitaine         | inscrit    | « PA79000028 », notice no PA79000028 | 46° 49′ 40″ nord, 0° 42′ 57″ ouest  |       |
| Abbaye de Saint-Liguaire                                                  | Niort                         | Deux-Sèvres           | Nouvelle-Aquitaine         | inscrit    | « PA79000026 », notice no PA79000026 | 46° 19′ 32″ nord, 0° 30′ 41″ ouest  |       |
| Château de Melzéard                                                       | Paizay-le-Tort                | Deux-Sèvres           | Nouvelle-Aquitaine         | inscrit    | « PA79000027 », notice no PA79000027 | 46° 11′ 11″ nord, 0° 10′ 08″ ouest  |       |
| Château de la Sayette                                                     | Vasles                        | Deux-Sèvres           | Nouvelle-Aquitaine         | inscrit    | « PA00101395 », notice no PA00101395 | 46° 35′ 50″ nord, 0° 00′ 41″ est    |       |
| Château de la Jaubertie                                                   | Colombier                     | Dordogne              | Nouvelle-Aquitaine         | inscrit    | « PA24000042 », notice no PA24000042 | 44° 46′ 30″ nord, 0° 31′ 10″ est    |       |
| Maison médiévale                                                          | Périgueux                     | Dordogne              | Nouvelle-Aquitaine         | inscrit    | « PA24000043 », notice no PA24000043 | 45° 11′ 06″ nord, 0° 43′ 24″ est    |       |
| Château de Longua                                                         | Saint-Médard-de-Mussidan      | Dordogne              | Nouvelle-Aquitaine         | inscrit    | « PA00082874 », notice no PA00082874 | 45° 02′ 35″ nord, 0° 21′ 20″ est    |       |
| Ancienne église Notre-Dame de l'Assomption                                | Trélissac                     | Dordogne              | Nouvelle-Aquitaine         | inscrit    | « PA24000045 », notice no PA24000045 | 45° 11′ 31″ nord, 0° 46′ 42″ est    |       |
| Château Magne                                                             | Trélissac                     | Dordogne              | Nouvelle-Aquitaine         | inscrit    | « PA24000044 », notice no PA24000044 | 45° 11′ 31″ nord, 0° 46′ 28″ est    |       |
| Maison d'époque romaine                                                   | Besançon                      | Doubs                 | Bourgogne-Franche-Comté    | inscrit    | « PA25000040 », notice no PA25000040 | 47° 13′ 58″ nord, 6° 01′ 32″ est    |       |
| Magasin du port de Rivotte                                                | Besançon                      | Doubs                 | Bourgogne-Franche-Comté    | inscrit    | « PA25000039 », notice no PA25000039 | 47° 14′ 00″ nord, 6° 02′ 02″ est    |       |
| Hôtel Querret                                                             | Besançon                      | Doubs                 | Bourgogne-Franche-Comté    | inscrit    | « PA25000041 », notice no PA25000041 | 47° 13′ 56″ nord, 6° 01′ 35″ est    |       |
| Monument aux morts de Jougne                                              | Jougne                        | Doubs                 | Bourgogne-Franche-Comté    | inscrit    | « PA25000042 », notice no PA25000042 | 46° 45′ 37″ nord, 6° 23′ 24″ est    |       |
| Forge de Montagney                                                        | Montagney-Servigney           | Doubs                 | Bourgogne-Franche-Comté    | classé     | « PA25000013 », notice no PA25000013 | 47° 29′ 08″ nord, 6° 18′ 16″ est    |       |
| Château de Paroy                                                          | Paroy                         | Doubs                 | Bourgogne-Franche-Comté    | inscrit    | « PA25000043 », notice no PA25000043 | 47° 02′ 30″ nord, 5° 52′ 58″ est    |       |
| Scierie de Plaimbois-du-Miroir                                            | Plaimbois-du-Miroir           | Doubs                 | Bourgogne-Franche-Comté    | inscrit    | « PA25000044 », notice no PA25000044 | 47° 11′ 24″ nord, 6° 37′ 06″ est    |       |
| Église Saint-Point de Saint-Point-Lac                                     | Saint-Point-Lac               | Doubs                 | Bourgogne-Franche-Comté    | inscrit    | « PA25000038 », notice no PA25000038 | 46° 48′ 49″ nord, 6° 18′ 07″ est    |       |
| Chapellerie Mossant                                                       | Bourg-de-Péage                | Drôme                 | Auvergne-Rhône-Alpes       | inscrit    | « PA26000013 », notice no PA26000013 | 45° 02′ 12″ nord, 5° 03′ 23″ est    |       |
| Maison du notaire Chambron                                                | Die                           | Drôme                 | Auvergne-Rhône-Alpes       | inscrit    | « PA26000014 », notice no PA26000014 | 44° 45′ 10″ nord, 5° 22′ 13″ est    |       |
| Auberge du Grand Chouquet Royal                                           | Caumont                       | Eure                  | Normandie                  | inscrit    | « PA27000058 », notice no PA27000058 | 49° 21′ 22″ nord, 0° 53′ 50″ est    |       |
| Église Saint-André d'Ézy-sur-Eure                                         | Ézy-sur-Eure                  | Eure                  | Normandie                  | inscrit    | « PA27000060 », notice no PA27000060 | 48° 51′ 51″ nord, 1° 25′ 09″ est    |       |
| Château de Saint-Aubin-d'Écrosville                                       | Saint-Aubin-d'Écrosville      | Eure                  | Normandie                  | classé     | « PA00099542 », notice no PA00099542 | 49° 08′ 27″ nord, 1° 00′ 29″ est    |       |
| Manoir de la Motte                                                        | Saint-Mards-de-Fresne         | Eure                  | Normandie                  | inscrit    | « PA27000059 », notice no PA27000059 | 49° 05′ 27″ nord, 0° 26′ 50″ est    |       |
| Prieuré de Notre-Dame d'Yron                                              | Cloyes-les-Trois-Rivières     | Eure-et-Loir          | Centre-Val de Loire        | classé     | « PA00097079 », notice no PA00097079 | 47° 59′ 27″ nord, 1° 13′ 33″ est    |       |
| Château de Cambray                                                        | Éole-en-Beauce                | Eure-et-Loir          | Centre-Val de Loire        | inscrit    | « PA28000017 », notice no PA28000017 | 48° 10′ 21″ nord, 1° 42′ 53″ est    |       |
| Camp de Voves                                                             | Les Villages Vovéens          | Eure-et-Loir          | Centre-Val de Loire        | inscrit    | « PA28000016 », notice no PA28000016 | 48° 15′ 51″ nord, 1° 37′ 38″ est    |       |
| Villa Ker ar Bruck                                                        | Crozon                        | Finistère             | Bretagne                   | classé     | « PA29000041 », notice no PA29000041 | 48° 13′ 56″ nord, 4° 30′ 00″ ouest  |       |
| Abbaye Notre-Dame de Daoulas                                              | Daoulas                       | Finistère             | Bretagne                   | classé     | « PA00089906 », notice no PA00089906 | 48° 21′ 43″ nord, 4° 15′ 57″ ouest  |       |
| Couvent des Ursulines                                                     | Morlaix                       | Finistère             | Bretagne                   | classé     | « PA29000047 », notice no PA29000047 | 48° 34′ 38″ nord, 3° 49′ 15″ ouest  |       |
| Hôpital Frémeur                                                           | Quimperlé                     | Finistère             | Bretagne                   | classé     | « PA29000020 », notice no PA29000020 | 47° 52′ 15″ nord, 3° 33′ 02″ ouest  |       |
| Hôtel Boudon                                                              | Nîmes                         | Gard                  | Occitanie                  | inscrit    | « PA00103129 », notice no PA00103129 | 43° 50′ 14″ nord, 4° 21′ 31″ est    |       |
| Hôtel Novi de Caveirac                                                    | Nîmes                         | Gard                  | Occitanie                  | classé     | « PA00103108 », notice no PA00103108 | 43° 50′ 13″ nord, 4° 21′ 29″ est    |       |
| Vestiges archéologiques gallo-romains sous immeubles                      | Nîmes                         | Gard                  | Occitanie                  | inscrit    | « PA30000052 », notice no PA30000052 | 43° 50′ 18″ nord, 4° 21′ 02″ est    |       |
| Tour de Môle                                                              | Sauve                         | Gard                  | Occitanie                  | inscrit    | « PA30000055 », notice no PA30000055 | 43° 56′ 43″ nord, 3° 56′ 37″ est    |       |
| Maison de l'Évêque                                                        | Sauve                         | Gard                  | Occitanie                  | inscrit    | « PA30000053 », notice no PA30000053 | 43° 56′ 25″ nord, 3° 56′ 55″ est    |       |
| Tour de guet de Tresques                                                  | Tresques                      | Gard                  | Occitanie                  | inscrit    | « PA30000054 », notice no PA30000054 | 44° 06′ 23″ nord, 4° 35′ 11″ est    |       |
| Hôpital général                                                           | Uzès                          | Gard                  | Occitanie                  | inscrit    | « PA30000056 », notice no PA30000056 | 44° 00′ 37″ nord, 4° 25′ 11″ est    |       |
| Hôpital Pasteur-Saint-Augustin                                            | Auch                          | Gers                  | Occitanie                  | inscrit    | « PA32000015 », notice no PA32000015 | 43° 38′ 40″ nord, 0° 35′ 22″ est    |       |
| Halle de Bassoues                                                         | Bassoues                      | Gers                  | Occitanie                  | inscrit    | « PA32000017 », notice no PA32000017 | 43° 34′ 46″ nord, 0° 14′ 43″ est    |       |
| Halle de Mauvezin                                                         | Mauvezin                      | Gers                  | Occitanie                  | inscrit    | « PA32000016 », notice no PA32000016 | 43° 43′ 51″ nord, 0° 52′ 40″ est    |       |
| Moulin à vent de Gensac                                                   | Montpezat                     | Gers                  | Occitanie                  | inscrit    | « PA32000014 », notice no PA32000014 | 43° 24′ 00″ nord, 0° 59′ 18″ est    |       |
| Église Notre-Dame d'Aillas                                                | Aillas                        | Gironde               | Nouvelle-Aquitaine         | inscrit    | « PA00083108 », notice no PA00083108 | 44° 28′ 27″ nord, 0° 04′ 32″ ouest  |       |
| Synagogue d'Arcachon                                                      | Arcachon                      | Gironde               | Nouvelle-Aquitaine         | inscrit    | « PA33000080 », notice no PA33000080 | 44° 39′ 30″ nord, 1° 10′ 05″ ouest  |       |
| Château de Rayne-Vigneau                                                  | Bommes                        | Gironde               | Nouvelle-Aquitaine         | inscrit    | « PA33000078 », notice no PA33000078 | 44° 32′ 51″ nord, 0° 20′ 41″ ouest  |       |
| Hôtel de Babylone                                                         | Bordeaux                      | Gironde               | Nouvelle-Aquitaine         | classé     | « PA00132530 », notice no PA00132530 | 44° 50′ 33″ nord, 0° 35′ 00″ ouest  |       |
| Château du Carpia                                                         | Castets et Castillon          | Gironde               | Nouvelle-Aquitaine         | inscrit    | « PA33000077 », notice no PA33000077 | 44° 32′ 37″ nord, 0° 06′ 15″ ouest  |       |
| Église Saint-Christophe de Courpiac                                       | Courpiac                      | Gironde               | Nouvelle-Aquitaine         | classé     | « PA00083526 », notice no PA00083526 | 44° 45′ 19″ nord, 0° 10′ 56″ ouest  |       |
| Croix de cimetière de Courpiac                                            | Courpiac                      | Gironde               | Nouvelle-Aquitaine         | classé     | « PA33000040 », notice no PA33000040 | 44° 45′ 20″ nord, 0° 10′ 55″ ouest  |       |
| Église Saint-Martin de Landiras                                           | Landiras                      | Gironde               | Nouvelle-Aquitaine         | inscrit    | « PA00083584 », notice no PA00083584 | 44° 34′ 02″ nord, 0° 24′ 54″ ouest  |       |
| Église Saint-Martin de Listrac-Médoc                                      | Listrac-Médoc                 | Gironde               | Nouvelle-Aquitaine         | inscrit    | « PA00083602 », notice no PA00083602 | 45° 04′ 29″ nord, 0° 47′ 24″ ouest  |       |
| Église Saint-Vincent de Marcillac                                         | Marcillac                     | Gironde               | Nouvelle-Aquitaine         | inscrit    | « PA00083616 », notice no PA00083616 | 45° 16′ 07″ nord, 0° 31′ 26″ ouest  |       |
| Château de Noaillan                                                       | Noaillan                      | Gironde               | Nouvelle-Aquitaine         | inscrit    | « PA33000081 », notice no PA33000081 | 44° 28′ 47″ nord, 0° 22′ 08″ ouest  |       |
| Église Saint-Vincent de Noaillan                                          | Noaillan                      | Gironde               | Nouvelle-Aquitaine         | inscrit    | « PA00083652 », notice no PA00083652 | 44° 28′ 44″ nord, 0° 22′ 08″ ouest  |       |
| Maisons médiévales de La Réole                                            | Réole (La)                    | Gironde               | Nouvelle-Aquitaine         | classé     | « PA33000060 », notice no PA33000060 | 44° 34′ 53″ nord, 0° 02′ 16″ ouest  |       |
| Église Saint-Genès de Saint-Genès-de-Lombaud                              | Saint-Genès-de-Lombaud        | Gironde               | Nouvelle-Aquitaine         | classé     | « PA00083742 », notice no PA00083742 | 44° 45′ 03″ nord, 0° 22′ 18″ ouest  |       |
| Église de Saint-Quentin-de-Baron                                          | Saint-Quentin-de-Baron        | Gironde               | Nouvelle-Aquitaine         | classé     | « PA00083800 », notice no PA00083800 | 44° 49′ 33″ nord, 0° 17′ 17″ ouest  |       |
| Hôtel de Baleste                                                          | La Teste-de-Buch              | Gironde               | Nouvelle-Aquitaine         | inscrit    | « PA33000076 », notice no PA33000076 | 44° 37′ 52″ nord, 1° 08′ 33″ ouest  |       |
| Habitation Thomas                                                         | Bouillante                    | Guadeloupe            | Guadeloupe                 | inscrit    | « PA97100015 », notice no PA97100015 | 16° 06′ 46″ nord, 61° 45′ 05″ ouest |       |
| Habitation l'Ermitage                                                     | Trois-Rivières                | Guadeloupe            | Guadeloupe                 | inscrit    | « PA97100016 », notice no PA97100016 | 15° 59′ 44″ nord, 61° 38′ 32″ ouest |       |
| Cimetière israélite                                                       | Herrlisheim-près-Colmar       | Haut-Rhin             | Grand Est                  | inscrit    | « PA68000040 », notice no PA68000040 | 48° 00′ 42″ nord, 7° 18′ 52″ est    |       |
| Maison                                                                    | Niedermorschwihr              | Haut-Rhin             | Grand Est                  | inscrit    | « PA68000039 », notice no PA68000039 | 48° 05′ 59″ nord, 7° 16′ 19″ est    |       |
| Villa Pyrène                                                              | Bagnères-de-Luchon            | Haute-Garonne         | Occitanie                  | inscrit    | « PA31000061 », notice no PA31000061 | 42° 47′ 08″ nord, 0° 35′ 48″ est    |       |
| Halle-mairie de Boulogne-sur-Gesse                                        | Boulogne-sur-Gesse            | Haute-Garonne         | Occitanie                  | inscrit    | « PA31000063 », notice no PA31000063 | 43° 17′ 26″ nord, 0° 38′ 44″ est    |       |
| Halle de Cadours                                                          | Cadours                       | Haute-Garonne         | Occitanie                  | inscrit    | « PA31000064 », notice no PA31000064 | 43° 43′ 41″ nord, 1° 02′ 57″ est    |       |
| Halle aux bestiaux de Montréjeau                                          | Montréjeau                    | Haute-Garonne         | Occitanie                  | inscrit    | « PA31000065 », notice no PA31000065 | 43° 05′ 04″ nord, 0° 34′ 18″ est    |       |
| Château de Cadeilhac                                                      | Muret                         | Haute-Garonne         | Occitanie                  | inscrit    | « PA31000062 », notice no PA31000062 | 43° 26′ 05″ nord, 1° 19′ 12″ est    |       |
| Halle de Rieumes                                                          | Rieumes                       | Haute-Garonne         | Occitanie                  | inscrit    | « PA31000066 », notice no PA31000066 | 43° 24′ 45″ nord, 1° 07′ 13″ est    |       |
| Halle de Saint-Gaudens                                                    | Saint-Gaudens                 | Haute-Garonne         | Occitanie                  | inscrit    | « PA31000067 », notice no PA31000067 | 43° 06′ 28″ nord, 0° 43′ 20″ est    |       |
| Halle de Saint-Lys                                                        | Saint-Lys                     | Haute-Garonne         | Occitanie                  | inscrit    | « PA31000068 », notice no PA31000068 | 43° 30′ 49″ nord, 1° 10′ 36″ est    |       |
| Ferme Paradis la Montjoie de Montferrat                                   | Blavozy                       | Haute-Loire           | Auvergne-Rhône-Alpes       | inscrit    | « PA43000042 », notice no PA43000042 | 45° 03′ 57″ nord, 3° 59′ 31″ est    |       |
| Château de Gendriac                                                       | Coubon                        | Haute-Loire           | Auvergne-Rhône-Alpes       | inscrit    | « PA43000045 », notice no PA43000045 | 45° 01′ 24″ nord, 3° 55′ 52″ est    |       |
| Château de Paulhac                                                        | Paulhac                       | Haute-Loire           | Auvergne-Rhône-Alpes       | inscrit    | « PA00092723 », notice no PA00092723 | 45° 18′ 07″ nord, 3° 20′ 56″ est    |       |
| Immeuble de la Verveine du Velay                                          | Le Puy-en-Velay               | Haute-Loire           | Auvergne-Rhône-Alpes       | classé     | « PA00135206 », notice no PA00135206 | 45° 02′ 36″ nord, 3° 53′ 20″ est    |       |
| Hôtel de la Prévôté                                                       | Le Puy-en-Velay               | Haute-Loire           | Auvergne-Rhône-Alpes       | inscrit    | « PA43000043 », notice no PA43000043 | 45° 02′ 45″ nord, 3° 53′ 08″ est    |       |
| Chapelle des Pénitents de Saugues                                         | Saugues                       | Haute-Loire           | Auvergne-Rhône-Alpes       | inscrit    | « PA43000044 », notice no PA43000044 | 44° 57′ 37″ nord, 3° 32′ 48″ est    |       |
| Abbaye d'Auberive                                                         | Auberive                      | Haute-Marne           | Grand Est                  | inscrit    | « PA00078942 », notice no PA00078942 | 47° 47′ 19″ nord, 5° 03′ 39″ est    |       |
| Château d'Autreville-sur-la-Renne                                         | Autreville-sur-la-Renne       | Haute-Marne           | Grand Est                  | inscrit    | « PA52000021 », notice no PA52000021 | 48° 06′ 55″ nord, 4° 58′ 34″ est    |       |
| Abbaye de Belmont                                                         | Belmont                       | Haute-Marne           | Grand Est                  | inscrit    | « PA52000022 », notice no PA52000022 | 47° 43′ 21″ nord, 5° 32′ 45″ est    |       |
| La Boisserie                                                              | Colombey les Deux Églises     | Haute-Marne           | Grand Est                  | inscrit    | « PA52000023 », notice no PA52000023 | 48° 13′ 08″ nord, 4° 53′ 00″ est    |       |
| Église Saint-Vinebaud d'Avrecourt                                         | Avrecourt                     | Haute-Marne           | Grand Est                  | inscrit    | « PA52000024 », notice no PA52000024 | 47° 57′ 45″ nord, 5° 32′ 17″ est    |       |
| Maison                                                                    | Champlitte                    | Haute-Saône           | Bourgogne-Franche-Comté    | inscrit    | « PA70000069 », notice no PA70000069 | 47° 36′ 54″ nord, 5° 30′ 40″ est    |       |
| Château de Fondremand                                                     | Fondremand                    | Haute-Saône           | Bourgogne-Franche-Comté    | inscrit    | « PA00102163 », notice no PA00102163 | 47° 28′ 31″ nord, 6° 01′ 33″ est    |       |
| Hôtel Jobard                                                              | Gray                          | Haute-Saône           | Bourgogne-Franche-Comté    | inscrit    | « PA70000068 », notice no PA70000068 | 47° 26′ 36″ nord, 5° 35′ 26″ est    |       |
| Fontaine-lavoir et cimetière                                              | Pennesières                   | Haute-Saône           | Bourgogne-Franche-Comté    | inscrit    | « PA70000070 », notice no PA70000070 | 47° 29′ 12″ nord, 6° 05′ 47″ est    |       |
| Chapelle Notre-Dame-du-Haut de Ronchamp                                   | Ronchamp                      | Haute-Saône           | Bourgogne-Franche-Comté    | classé     | « PA00102263 », notice no PA00102263 | 47° 42′ 16″ nord, 6° 37′ 14″ est    |       |
| Ferme à Isidore                                                           | Combloux                      | Haute-Savoie          | Auvergne-Rhône-Alpes       | inscrit    | « PA74000005 », notice no PA74000005 | 45° 53′ 43″ nord, 6° 38′ 47″ est    |       |
| Église Notre-Dame-de-l'Assomption de Cordon                               | Cordon                        | Haute-Savoie          | Auvergne-Rhône-Alpes       | classé     | « PA00118383 », notice no PA00118383 | 45° 55′ 20″ nord, 6° 36′ 37″ est    |       |
| Église Notre-Dame-de-Toute-Grâce du plateau d'Assy                        | Passy                         | Haute-Savoie          | Auvergne-Rhône-Alpes       | classé     | « PA00118416 », notice no PA00118416 | 45° 56′ 22″ nord, 6° 42′ 38″ est    |       |
| Forge de Bessous                                                          | Le Chalard                    | Haute-Vienne          | Nouvelle-Aquitaine         | classé     | « PA87000026 », notice no PA87000026 | 45° 34′ 06″ nord, 1° 08′ 46″ est    |       |
| Hospice de Grandchamp                                                     | Le Dorat                      | Haute-Vienne          | Nouvelle-Aquitaine         | inscrit    | « PA87000027 », notice no PA87000027 | 46° 12′ 30″ nord, 1° 05′ 40″ est    |       |
| Colombier de la Ribière                                                   | Flavignac                     | Haute-Vienne          | Nouvelle-Aquitaine         | inscrit    | « PA87000028 », notice no PA87000028 | 45° 42′ 05″ nord, 1° 06′ 10″ est    |       |
| Église Saint-Michel de Bazus-Aure                                         | Bazus-Aure                    | Hautes-Pyrénées       | Occitanie                  | inscrit    | « PA65000009 », notice no PA65000009 | 42° 51′ 23″ nord, 0° 21′ 01″ est    |       |
| Église Notre-Dame-du-Calvaire                                             | Châtillon                     | Hauts-de-Seine        | Île-de-France              | inscrit    | « PA92000012 », notice no PA92000012 | 48° 48′ 28″ nord, 2° 17′ 04″ est    |       |
| Faculté de droit de l'université René-Descartes - Paris V                 | Malakoff                      | Hauts-de-Seine        | Île-de-France              | inscrit    | « PA92000013 », notice no PA92000013 | 48° 49′ 27″ nord, 2° 18′ 07″ est    |       |
| Abbaye d'Aniane                                                           | Aniane                        | Hérault               | Occitanie                  | classé     | « PA34000025 », notice no PA34000025 | 43° 41′ 01″ nord, 3° 35′ 22″ est    |       |
| Tribunal épiscopal                                                        | Béziers                       | Hérault               | Occitanie                  | inscrit    | « PA00103385 », notice no PA00103385 | 43° 20′ 31″ nord, 3° 12′ 44″ est    |       |
| Château de Castries                                                       | Castries                      | Hérault               | Occitanie                  | classé     | « PA00103410 », notice no PA00103410 | 43° 40′ 47″ nord, 3° 58′ 56″ est    |       |
| Ensemble marbrier du moulin de Biot                                       | Félines-Minervois             | Hérault               | Occitanie                  | inscrit    | « PA34000047 », notice no PA34000047 | 43° 20′ 42″ nord, 2° 33′ 35″ est    |       |
| Hostal des Carcassonne                                                    | Montpellier                   | Hérault               | Occitanie                  | inscrit    | « PA34000045 », notice no PA34000045 | 43° 36′ 35″ nord, 3° 52′ 38″ est    |       |
| Faculté de médecine                                                       | Montpellier                   | Hérault               | Occitanie                  | classé     | « PA00103539 », notice no PA00103539 | 43° 36′ 47″ nord, 3° 52′ 24″ est    |       |
| Synagogue                                                                 | Montpellier                   | Hérault               | Occitanie                  | classé     | « PA00103772 », notice no PA00103772 | 43° 36′ 40″ nord, 3° 52′ 32″ est    |       |
| Immeuble                                                                  | Pézenas                       | Hérault               | Occitanie                  | inscrit    | « PA34000048 », notice no PA34000048 | 43° 27′ 38″ nord, 3° 25′ 24″ est    |       |
| Château de Larzac                                                         | Pézenas                       | Hérault               | Occitanie                  | inscrit    | « PA34000046 », notice no PA34000046 | 43° 27′ 51″ nord, 3° 24′ 17″ est    |       |
| Église Saint-Maximilien-Kolbe                                             | Corps-Nuds                    | Ille-et-Vilaine       | Bretagne                   | classé     | « PA35000010 », notice no PA35000010 | 47° 58′ 40″ nord, 1° 35′ 14″ ouest  |       |
| Château de la Sécardais                                                   | Mézières-sur-Couesnon         | Ille-et-Vilaine       | Bretagne                   | inscrit    | « PA35000023 », notice no PA35000023 | 48° 18′ 00″ nord, 1° 27′ 29″ ouest  |       |
| Maison forte de la Boissière                                              | Ciron                         | Indre                 | Centre-Val de Loire        | inscrit    | « PA36000015 », notice no PA36000015 | 46° 37′ 20″ nord, 1° 12′ 58″ est    |       |
| Abbaye Saint-Pierre du Landais                                            | Frédille                      | Indre                 | Centre-Val de Loire        | classé     | « PA00097350 », notice no PA00097350 | 47° 00′ 29″ nord, 1° 29′ 09″ est    |       |
| Tannerie Peltereau-Tenneson                                               | Château-Renault               | Indre-et-Loire        | Centre-Val de Loire        | inscrit    | « PA37000018 », notice no PA37000018 | 47° 35′ 26″ nord, 0° 54′ 32″ est    |       |
| Maison                                                                    | Richelieu                     | Indre-et-Loire        | Centre-Val de Loire        | inscrit    | « PA00097970 », notice no PA00097970 | 47° 00′ 52″ nord, 0° 19′ 26″ est    |       |
| Maison                                                                    | Richelieu                     | Indre-et-Loire        | Centre-Val de Loire        | inscrit    | « PA00097969 », notice no PA00097969 | 47° 00′ 49″ nord, 0° 19′ 25″ est    |       |
| Usine de moulinage de la soie de la Galicière                             | Chatte                        | Isère                 | Auvergne-Rhône-Alpes       | inscrit    | « PA38000019 », notice no PA38000019 | 45° 08′ 50″ nord, 5° 16′ 38″ est    |       |
| Motte castrale du Châtelard                                               | Chirens                       | Isère                 | Auvergne-Rhône-Alpes       | inscrit    | « PA38000022 », notice no PA38000022 | 45° 25′ 34″ nord, 5° 32′ 02″ est    |       |
| Église Notre-Dame de la Jayère                                            | Saint-Antoine-l'Abbaye        | Isère                 | Auvergne-Rhône-Alpes       | inscrit    | « PA38000020 », notice no PA38000020 | 45° 10′ 34″ nord, 5° 12′ 58″ est    |       |
| Église Saint-Jean-Baptiste de Saint-Jean-le-Vieux                         | Saint-Jean-le-Vieux           | Isère                 | Auvergne-Rhône-Alpes       | inscrit    | « PA38000021 », notice no PA38000021 | 45° 12′ 47″ nord, 5° 52′ 55″ est    |       |
| Château de Courbouzon                                                     | Courbouzon                    | Jura                  | Bourgogne-Franche-Comté    | inscrit    | « PA39000061 », notice no PA39000061 | 46° 39′ 03″ nord, 5° 31′ 42″ est    |       |
| Hôtel Richardot                                                           | Dole                          | Jura                  | Bourgogne-Franche-Comté    | inscrit    | « PA00101865 », notice no PA00101865 | 47° 05′ 28″ nord, 5° 29′ 27″ est    |       |
| Théâtre de Poligny                                                        | Poligny                       | Jura                  | Bourgogne-Franche-Comté    | inscrit    | « PA39000060 », notice no PA39000060 | 46° 50′ 11″ nord, 5° 42′ 39″ est    |       |
| Palais abbatial de Saint-Claude                                           | Saint-Claude                  | Jura                  | Bourgogne-Franche-Comté    | classé     | « PA00135340 », notice no PA00135340 | 46° 23′ 10″ nord, 5° 51′ 55″ est    |       |
| Église Saint-Jean-Baptiste d'Aulès                                        | Doazit                        | Landes                | Nouvelle-Aquitaine         | classé     | « PA00083943 », notice no PA00083943 | 43° 41′ 29″ nord, 0° 38′ 47″ ouest  |       |
| Église Saint-Pierre-et-Saint-Paul de Grenade-sur-l'Adour                  | Grenade-sur-l'Adour           | Landes                | Nouvelle-Aquitaine         | inscrit    | « PA40000055 », notice no PA40000055 | 43° 46′ 22″ nord, 0° 25′ 40″ ouest  |       |
| Église Saint-Jacques de Laurède                                           | Laurède                       | Landes                | Nouvelle-Aquitaine         | inscrit    | « PA40000056 », notice no PA40000056 | 43° 45′ 22″ nord, 0° 47′ 23″ ouest  |       |
| Maison du Docteur Sentex                                                  | Saint-Sever                   | Landes                | Nouvelle-Aquitaine         | inscrit    | « PA40000054 », notice no PA40000054 | 43° 45′ 33″ nord, 0° 34′ 22″ ouest  |       |
| Église Saint-Jacques-le-Majeur de Saint-Yaguen                            | Saint-Yaguen                  | Landes                | Nouvelle-Aquitaine         | inscrit    | « PA00084015 », notice no PA00084015 | 43° 53′ 22″ nord, 0° 44′ 27″ ouest  |       |
| Église Saint-Étienne d'Uchacq                                             | Uchacq-et-Parentis            | Landes                | Nouvelle-Aquitaine         | inscrit    | « PA00084021 », notice no PA00084021 | 43° 55′ 39″ nord, 0° 33′ 33″ ouest  |       |
| Forge d'Uza                                                               | Uza                           | Landes                | Nouvelle-Aquitaine         | inscrit    | « PA40000052 », notice no PA40000052 | 44° 02′ 00″ nord, 1° 12′ 00″ ouest  |       |
| Château d'Uza                                                             | Uza                           | Landes                | Nouvelle-Aquitaine         | inscrit    | « PA40000053 », notice no PA40000053 | 44° 02′ 09″ nord, 1° 12′ 07″ ouest  |       |
| Château de Conon                                                          | Cellettes                     | Loir-et-Cher          | Centre-Val de Loire        | inscrit    | « PA41000030 », notice no PA41000030 | 47° 31′ 31″ nord, 1° 24′ 05″ est    |       |
| Maison à pans de bois                                                     | Courmemin                     | Loir-et-Cher          | Centre-Val de Loire        | classé     | « PA41000025 », notice no PA41000025 | 47° 28′ 17″ nord, 1° 37′ 40″ est    |       |
| Château de Droué                                                          | Droué                         | Loir-et-Cher          | Centre-Val de Loire        | inscrit    | « PA41000031 », notice no PA41000031 | 48° 02′ 14″ nord, 1° 04′ 35″ est    |       |
| Château de Talcy                                                          | Talcy                         | Loir-et-Cher          | Centre-Val de Loire        | inscrit    | « PA00098615 », notice no PA00098615 | 47° 46′ 11″ nord, 1° 26′ 39″ est    |       |
| Abbaye de Charlieu                                                        | Charlieu                      | Loire                 | Auvergne-Rhône-Alpes       | classé     | « PA00117448 », notice no PA00117448 | 46° 09′ 28″ nord, 4° 10′ 07″ est    |       |
| Château de Chatellus                                                      | Châtelus                      | Loire                 | Auvergne-Rhône-Alpes       | inscrit    | « PA42000022 », notice no PA42000022 | 45° 35′ 46″ nord, 4° 27′ 57″ est    |       |
| Tour de Doizieux                                                          | Doizieux                      | Loire                 | Auvergne-Rhône-Alpes       | inscrit    | « PA42000021 », notice no PA42000021 | 45° 25′ 36″ nord, 4° 35′ 10″ est    |       |
| Château de Bigny                                                          | Feurs                         | Loire                 | Auvergne-Rhône-Alpes       | inscrit    | « PA42000020 », notice no PA42000020 | 45° 44′ 38″ nord, 4° 12′ 05″ est    |       |
| Château de Clisson                                                        | Clisson                       | Loire-Atlantique      | Pays de la Loire           | inscrit    | « PA00108588 », notice no PA00108588 | 47° 05′ 12″ nord, 1° 16′ 51″ ouest  |       |
| Chapelle Saint-Georges                                                    | Guémené-Penfao                | Loire-Atlantique      | Pays de la Loire           | inscrit    | « PA44000032 », notice no PA44000032 | 47° 36′ 11″ nord, 1° 47′ 45″ ouest  |       |
| Château de Gilles de Retz                                                 | Machecoul                     | Loire-Atlantique      | Pays de la Loire           | inscrit    | « PA00108639 », notice no PA00108639 | 46° 59′ 29″ nord, 1° 48′ 51″ ouest  |       |
| Maison de l'Île du Canada                                                 | Château-Renard                | Loiret                | Centre-Val de Loire        | inscrit    | « PA45000023 », notice no PA45000023 | 47° 55′ 57″ nord, 2° 55′ 41″ est    |       |
| Maison des notaires                                                       | Château-Renard                | Loiret                | Centre-Val de Loire        | inscrit    | « PA45000022 », notice no PA45000022 | 47° 55′ 57″ nord, 2° 55′ 38″ est    |       |
| Château de Meung-sur-Loire                                                | Meung-sur-Loire               | Loiret                | Centre-Val de Loire        | classé     | « PA00098818 », notice no PA00098818 | 47° 49′ 24″ nord, 1° 41′ 40″ est    |       |
| Église Saint-Martin de Gignac                                             | Gignac                        | Lot                   | Occitanie                  | inscrit    | « PA46000032 », notice no PA46000032 | 45° 00′ 20″ nord, 1° 27′ 28″ est    |       |
| Ferme de la Fontaine Haute                                                | Goujounac                     | Lot                   | Occitanie                  | inscrit    | « PA46000033 », notice no PA46000033 | 44° 34′ 39″ nord, 1° 12′ 11″ est    |       |
| Halle de Martel                                                           | Martel                        | Lot                   | Occitanie                  | inscrit    | « PA46000035 », notice no PA46000035 | 44° 56′ 12″ nord, 1° 36′ 30″ est    |       |
| Halle de Souillac                                                         | Souillac                      | Lot                   | Occitanie                  | inscrit    | « PA46000036 », notice no PA46000036 | 44° 53′ 41″ nord, 1° 28′ 40″ est    |       |
| Tour de Trébaïx                                                           | Villesèque                    | Lot                   | Occitanie                  | inscrit    | « PA46000034 », notice no PA46000034 | 44° 24′ 27″ nord, 1° 17′ 42″ est    |       |
| Château Saint-Christau                                                    | Puch-d'Agenais                | Lot-et-Garonne        | Nouvelle-Aquitaine         | inscrit    | « PA47000063 », notice no PA47000063 | 44° 21′ 08″ nord, 0° 16′ 45″ est    |       |
| Église Saint-Barthélemy de Gueyze                                         | Sos                           | Lot-et-Garonne        | Nouvelle-Aquitaine         | inscrit    | « PA00084255 », notice no PA00084255 | 44° 02′ 45″ nord, 0° 07′ 49″ est    |       |
| Maison Clairière                                                          | Angers                        | Maine-et-Loire        | Pays de la Loire           | inscrit    | « PA49000043 », notice no PA49000043 | 47° 28′ 06″ nord, 0° 33′ 26″ ouest  |       |
| Bâtiment de la Compagnie française d'aviation                             | Angers                        | Maine-et-Loire        | Pays de la Loire           | inscrit    | « PA49000042 », notice no PA49000042 | 47° 29′ 33″ nord, 0° 34′ 36″ ouest  |       |
| Manoir de la Coutardière                                                  | Les Hauts-d'Anjou             | Maine-et-Loire        | Pays de la Loire           | inscrit    | « PA00108997 », notice no PA00108997 | 47° 43′ 36″ nord, 0° 27′ 37″ ouest  |       |
| Château de Challain-la-Potherie                                           | Challain-la-Potherie          | Maine-et-Loire        | Pays de la Loire           | inscrit    | « PA00109006 », notice no PA00109006 | 47° 38′ 06″ nord, 1° 02′ 39″ ouest  |       |
| Mine de charbon de la Tranchée                                            | Mauges-sur-Loire              | Maine-et-Loire        | Pays de la Loire           | inscrit    | « PA49000044 », notice no PA49000044 | 47° 22′ 29″ nord, 0° 49′ 44″ ouest  |       |
| Hôtel de ville                                                            | Cherbourg-en-Cotentin         | Manche                | Normandie                  | inscrit    | « PA50000028 », notice no PA50000028 | 49° 38′ 33″ nord, 1° 37′ 32″ ouest  |       |
| Ancienne porte de ville de l'enceinte                                     | Granville                     | Manche                | Normandie                  | inscrit    | « PA00110421 », notice no PA00110421 | 48° 50′ 12″ nord, 1° 36′ 09″ ouest  |       |
| Église priorale et cimetière                                              | Saint-Fromond                 | Manche                | Normandie                  | inscrit    | « PA50000030 », notice no PA50000030 | 49° 12′ 55″ nord, 1° 05′ 59″ ouest  |       |
| Manoir                                                                    | Saint-Malo-de-la-Lande        | Manche                | Normandie                  | inscrit    | « PA50000029 », notice no PA50000029 | 49° 04′ 19″ nord, 1° 32′ 23″ ouest  |       |
| Parc de Champagne                                                         | Reims                         | Marne                 | Grand Est                  | inscrit    | « PA51000012 », notice no PA51000012 | 49° 14′ 27″ nord, 4° 03′ 21″ est    |       |
| Villa Louisiane                                                           | Fort-de-France                | Martinique            | Martinique                 | inscrit    | « PA97200002 », notice no PA97200002 | 14° 36′ 57″ nord, 61° 04′ 42″ ouest |       |
| Villa Primerose                                                           | Fort-de-France                | Martinique            | Martinique                 | inscrit    | « PA97200003 », notice no PA97200003 | 14° 37′ 19″ nord, 61° 04′ 40″ ouest |       |
| Maison                                                                    | Fort-de-France                | Martinique            | Martinique                 | inscrit    | « PA97200004 », notice no PA97200004 | 14° 36′ 31″ nord, 61° 04′ 31″ ouest |       |
| Maison de l'îlet Oscar                                                    | Le François                   | Martinique            | Martinique                 | inscrit    | « PA97200005 », notice no PA97200005 | 14° 37′ 36″ nord, 60° 51′ 11″ ouest |       |
| Habitation Perrinelle                                                     | Saint-Pierre                  | Martinique            | Martinique                 | inscrit    | « PA97200006 », notice no PA97200006 | 14° 45′ 14″ nord, 61° 10′ 48″ ouest |       |
| Habitation Mallevault                                                     | Le Vauclin                    | Martinique            | Martinique                 | inscrit    | « PA97200007 », notice no PA97200007 | 14° 30′ 36″ nord, 60° 50′ 17″ ouest |       |
| Église Saint-Étienne de Belleville                                        | Belleville                    | Meurthe-et-Moselle    | Grand Est                  | inscrit    | « PA54000060 », notice no PA54000060 | 48° 49′ 04″ nord, 6° 05′ 50″ est    |       |
| Maison Bloch                                                              | Nancy                         | Meurthe-et-Moselle    | Grand Est                  | inscrit    | « PA00106232 », notice no PA00106232 | 48° 41′ 51″ nord, 6° 10′ 31″ est    |       |
| Maison Luc                                                                | Nancy                         | Meurthe-et-Moselle    | Grand Est                  | classé     | « PA00106252 », notice no PA00106252 | 48° 42′ 08″ nord, 6° 10′ 45″ est    |       |
| Manoir de Deil                                                            | Allaire                       | Morbihan              | Bretagne                   | inscrit    | « PA00090974 », notice no PA00090974 | 47° 39′ 35″ nord, 2° 11′ 50″ ouest  |       |
| Enceinte                                                                  | Le Palais                     | Morbihan              | Bretagne                   | classé     | « PA56000039 », notice no PA56000039 | 47° 20′ 38″ nord, 3° 09′ 32″ ouest  |       |
| Château des Étangs                                                        | Les Étangs                    | Moselle               | Grand Est                  | inscrit    | « PA57000028 », notice no PA57000028 | 49° 08′ 29″ nord, 6° 22′ 38″ est    |       |
| Château de Hayes                                                          | Hayes                         | Moselle               | Grand Est                  | inscrit    | « PA00106782 », notice no PA00106782 | 49° 09′ 59″ nord, 6° 21′ 54″ est    |       |
| Château de Druy-Parigny                                                   | Druy-Parigny                  | Nièvre                | Bourgogne-Franche-Comté    | inscrit    | « PA58000027 », notice no PA58000027 | 46° 52′ 20″ nord, 3° 21′ 59″ est    |       |
| Château de Toury-Lurcy                                                    | Toury-Lurcy                   | Nièvre                | Bourgogne-Franche-Comté    | classé     | « PA58000022 », notice no PA58000022 | 46° 44′ 17″ nord, 3° 25′ 31″ est    |       |
| Beffroi                                                                   | Bergues                       | Nord                  | Hauts-de-France            | inscrit    | « PA59000104 », notice no PA59000104 | 50° 58′ 05″ nord, 2° 25′ 58″ est    |       |
| Maison de Edmond de Coussemaker                                           | Bourbourg                     | Nord                  | Hauts-de-France            | inscrit    | « PA59000105 », notice no PA59000105 | 50° 56′ 50″ nord, 2° 11′ 25″ est    |       |
| Chapelle du refuge de l'abbaye de Vaucelles                               | Cambrai                       | Nord                  | Hauts-de-France            | inscrit    | « PA59000106 », notice no PA59000106 | 50° 10′ 26″ nord, 3° 13′ 43″ est    |       |
| Porte de Dunkerque                                                        | Lille                         | Nord                  | Hauts-de-France            | inscrit    | « PA59000107 », notice no PA59000107 | 50° 38′ 11″ nord, 3° 02′ 28″ est    |       |
| Château des Étournelles                                                   | Breuil-le-Sec                 | Oise                  | Hauts-de-France            | inscrit    | « PA60000060 », notice no PA60000060 | 49° 22′ 18″ nord, 2° 26′ 59″ est    |       |
| Abbaye Notre-Dame d'Ourscamp                                              | Chiry-Ourscamp                | Oise                  | Hauts-de-France            | classé     | « PA00114590 », notice no PA00114590 | 49° 32′ 06″ nord, 2° 58′ 24″ est    |       |
| Église Saint-Martin d'Énencourt-Léage                                     | Énencourt-Léage               | Oise                  | Hauts-de-France            | inscrit    | « PA60000063 », notice no PA60000063 | 49° 18′ 14″ nord, 1° 50′ 47″ est    |       |
| Ferme d'Énencourt-Léage                                                   | Énencourt-Léage               | Oise                  | Hauts-de-France            | inscrit    | « PA60000062 », notice no PA60000062 | 49° 18′ 07″ nord, 1° 50′ 44″ est    |       |
| Château de l'Ortois                                                       | Jaulzy                        | Oise                  | Hauts-de-France            | inscrit    | « PA60000055 », notice no PA60000055 | 49° 23′ 39″ nord, 3° 03′ 41″ est    |       |
| Château de Maignelay-Montigny                                             | Maignelay-Montigny            | Oise                  | Hauts-de-France            | inscrit    | « PA60000056 », notice no PA60000056 | 49° 33′ 14″ nord, 2° 31′ 11″ est    |       |
| Château de Mortefontaine                                                  | Mortefontaine                 | Oise                  | Hauts-de-France            | inscrit    | « PA60000057 », notice no PA60000057 | 49° 06′ 36″ nord, 2° 36′ 13″ est    |       |
| Hôtel de ville de Noyon                                                   | Noyon                         | Oise                  | Hauts-de-France            | classé     | « PA60000019 », notice no PA60000019 | 49° 34′ 49″ nord, 3° 00′ 02″ est    |       |
| Domaine du Bois d'Haucourt                                                | Pierrefonds                   | Oise                  | Hauts-de-France            | inscrit    | « PA60000058 », notice no PA60000058 | 49° 20′ 44″ nord, 2° 57′ 35″ est    |       |
| Église Saint-Médard de Villers-Saint-Frambourg                            | Villers-Saint-Frambourg       | Oise                  | Hauts-de-France            | classé     | « PA00114959 », notice no PA00114959 | 49° 15′ 18″ nord, 2° 38′ 25″ est    |       |
| Hôtel du Moulin de Fontenelle                                             | Argentan                      | Orne                  | Normandie                  | inscrit    | « PA61000035 », notice no PA61000035 | 48° 44′ 43″ nord, 0° 01′ 04″ ouest  |       |
| Manoir de la Palue                                                        | Domfront                      | Orne                  | Normandie                  | inscrit    | « PA00110794 », notice no PA00110794 | 48° 34′ 08″ nord, 0° 37′ 11″ ouest  |       |
| Château de Launay                                                         | Mâle                          | Orne                  | Normandie                  | inscrit    | « PA61000034 », notice no PA61000034 | 48° 16′ 07″ nord, 0° 44′ 35″ est    |       |
| Église Saint-Denis de Saint-Denis-sur-Huisne                              | Saint-Denis-sur-Huisne        | Orne                  | Normandie                  | inscrit    | « PA61000033 », notice no PA61000033 | 48° 28′ 12″ nord, 0° 32′ 36″ est    |       |
| Manoir de Villers-en-Ouche                                                | Villers-en-Ouche              | Orne                  | Normandie                  | inscrit    | « PA00110968 », notice no PA00110968 | 48° 51′ 53″ nord, 0° 27′ 39″ est    |       |
| Hôpital Cochin                                                            | 14e arrondissement de Paris   | Paris                 | Île-de-France              | inscrit    | « PA00086616 », notice no PA00086616 | 48° 50′ 18″ nord, 2° 20′ 26″ est    |       |
| Hôpital La Rochefoucauld                                                  | 14e arrondissement de Paris   | Paris                 | Île-de-France              | inscrit    | « PA00086618 », notice no PA00086618 | 48° 49′ 55″ nord, 2° 19′ 55″ est    |       |
| Lion de Belfort                                                           | 14e arrondissement de Paris   | Paris                 | Île-de-France              | inscrit    | « PA75140009 », notice no PA75140009 | 48° 50′ 04″ nord, 2° 19′ 57″ est    |       |
| Ambassade du Pérou                                                        | 16e arrondissement de Paris   | Paris                 | Île-de-France              | inscrit    | « PA75160003 », notice no PA75160003 | 48° 52′ 10″ nord, 2° 17′ 29″ est    |       |
| Immeuble Le Couteur                                                       | 5e arrondissement de Paris    | Paris                 | Île-de-France              | inscrit    | « PA75050005 », notice no PA75050005 | 48° 50′ 55″ nord, 2° 20′ 47″ est    |       |
| Institut océanographique                                                  | 5e arrondissement de Paris    | Paris                 | Île-de-France              | inscrit    | « PA75050006 », notice no PA75050006 | 48° 50′ 40″ nord, 2° 20′ 32″ est    |       |
| Couvent des Carmes (actuel Institut catholique de Paris)                  | 6e arrondissement de Paris    | Paris                 | Île-de-France              | inscrit    | « PA00088500 », notice no PA00088500 | 48° 50′ 54″ nord, 2° 19′ 46″ est    |       |
| Hôtel de Saint-Cyr                                                        | 6e arrondissement de Paris    | Paris                 | Île-de-France              | inscrit    | « PA75060003 », notice no PA75060003 | 48° 51′ 15″ nord, 2° 20′ 26″ est    |       |
| Fosse n° 6 des mines de Lens (fosse Alfred Descamps)                      | Haisnes                       | Pas-de-Calais         | Hauts-de-France            | inscrit    | « PA62000058 », notice no PA62000058 | 50° 30′ 45″ nord, 2° 48′ 14″ est    |       |
| Château de Villers-Châtel                                                 | Villers-Châtel                | Pas-de-Calais         | Hauts-de-France            | inscrit    | « PA62000059 », notice no PA62000059 | 50° 22′ 39″ nord, 2° 35′ 24″ est    |       |
| Hôtel-Dieu                                                                | Clermont-Ferrand              | Puy-de-Dôme           | Auvergne-Rhône-Alpes       | inscrit    | « PA63000072 », notice no PA63000072 | 45° 46′ 22″ nord, 3° 05′ 01″ est    |       |
| Villa Giraudon                                                            | Clermont-Ferrand              | Puy-de-Dôme           | Auvergne-Rhône-Alpes       | inscrit    | « PA63000068 », notice no PA63000068 | 45° 46′ 48″ nord, 3° 05′ 46″ est    |       |
| Hôtel Ledru                                                               | Clermont-Ferrand              | Puy-de-Dôme           | Auvergne-Rhône-Alpes       | inscrit    | « PA63000066 », notice no PA63000066 | 45° 46′ 23″ nord, 3° 05′ 25″ est    |       |
| Immeuble                                                                  | Clermont-Ferrand              | Puy-de-Dôme           | Auvergne-Rhône-Alpes       | inscrit    | « PA63000067 », notice no PA63000067 | 45° 46′ 54″ nord, 3° 05′ 19″ est    |       |
| Chapelle de l'évêché                                                      | Clermont-Ferrand              | Puy-de-Dôme           | Auvergne-Rhône-Alpes       | inscrit    | « PA63000071 », notice no PA63000071 | 45° 46′ 46″ nord, 3° 05′ 16″ est    |       |
| Château de Beauvezeix                                                     | Coudes                        | Puy-de-Dôme           | Auvergne-Rhône-Alpes       | inscrit    | « PA00092543 », notice no PA00092543 | 45° 36′ 23″ nord, 3° 11′ 48″ est    |       |
| Maison des Moines                                                         | Le Crest                      | Puy-de-Dôme           | Auvergne-Rhône-Alpes       | inscrit    | « PA00092102 », notice no PA00092102 | 45° 41′ 13″ nord, 3° 07′ 41″ est    |       |
| Château d'Effiat                                                          | Effiat                        | Puy-de-Dôme           | Auvergne-Rhône-Alpes       | classé     | « PA00092116 », notice no PA00092116 | 46° 02′ 37″ nord, 3° 15′ 06″ est    |       |
| Manufacture des tabacs                                                    | Riom                          | Puy-de-Dôme           | Auvergne-Rhône-Alpes       | inscrit    | « PA63000070 », notice no PA63000070 | 45° 53′ 14″ nord, 3° 07′ 10″ est    |       |
| Église Saint-Domnin de Saint-Denis-Combarnazat                            | Saint-Denis-Combarnazat       | Puy-de-Dôme           | Auvergne-Rhône-Alpes       | inscrit    | « PA63000069 », notice no PA63000069 | 45° 57′ 53″ nord, 3° 20′ 03″ est    |       |
| Villa Russe                                                               | Saint-Nectaire                | Puy-de-Dôme           | Auvergne-Rhône-Alpes       | inscrit    | « PA63000073 », notice no PA63000073 | 45° 34′ 49″ nord, 2° 59′ 39″ est    |       |
| Château de Travers                                                        | Saint-Sandoux                 | Puy-de-Dôme           | Auvergne-Rhône-Alpes       | inscrit    | « PA00092386 », notice no PA00092386 | 45° 38′ 47″ nord, 3° 06′ 21″ est    |       |
| Église Saint-Saturnin de Trézioux                                         | Trézioux                      | Puy-de-Dôme           | Auvergne-Rhône-Alpes       | inscrit    | « PA63000074 », notice no PA63000074 | 45° 43′ 22″ nord, 3° 28′ 18″ est    |       |
| Château de Bielle                                                         | Bielle                        | Pyrénées-Atlantiques  | Nouvelle-Aquitaine         | inscrit    | « PA64000052 », notice no PA64000052 | 43° 03′ 21″ nord, 0° 25′ 59″ ouest  |       |
| Château de Pau                                                            | Pau                           | Pyrénées-Atlantiques  | Nouvelle-Aquitaine         | classé     | « PA00084483 », notice no PA00084483 | 43° 17′ 41″ nord, 0° 22′ 30″ ouest  |       |
| Église Saint-Pierre de Sévignacq                                          | Sévignacq                     | Pyrénées-Atlantiques  | Nouvelle-Aquitaine         | classé     | « PA00084529 », notice no PA00084529 | 43° 26′ 25″ nord, 0° 15′ 33″ ouest  |       |
| Église Notre-Dame del Prat                                                | Argelès-sur-Mer               | Pyrénées-Orientales   | Occitanie                  | inscrit    | « PA00103958 », notice no PA00103958 | 42° 32′ 47″ nord, 3° 01′ 21″ est    |       |
| Église Saint-Étienne de Prunet                                            | Prunet-et-Belpuig             | Pyrénées-Orientales   | Occitanie                  | inscrit    | « PA66000016 », notice no PA66000016 | 42° 33′ 45″ nord, 2° 37′ 32″ est    |       |
| Domaine de Maison Rouge                                                   | Saint-Louis                   | La Réunion            | La Réunion                 | classé     | « PA00105825 », notice no PA00105825 | 21° 15′ 58″ sud, 55° 24′ 44″ est    |       |
| Monument aux morts                                                        | Salazie                       | La Réunion            | La Réunion                 | classé     | « PA97400037 », notice no PA97400037 | 21° 03′ 53″ sud, 55° 31′ 16″ est    |       |
| Château de Chessy                                                         | Chessy                        | Rhône                 | Auvergne-Rhône-Alpes       | inscrit    | « PA69000021 », notice no PA69000021 | 45° 53′ 15″ nord, 4° 37′ 29″ est    |       |
| Maison de la Bréda (dite Maison Pauline Jaricot)                          | 5e arrondissement             | Rhône                 | Auvergne-Rhône-Alpes       | inscrit    | « PA69000019 », notice no PA69000019 | 45° 45′ 45″ nord, 4° 49′ 27″ est    |       |
| Domaine de Bellerive                                                      | La Mulatière                  | Rhône                 | Auvergne-Rhône-Alpes       | inscrit    | « PA69000022 », notice no PA69000022 | 45° 44′ 20″ nord, 4° 48′ 40″ est    |       |
| Église Notre-Dame-de-l'Assomption de Neuville-sur-Saône                   | Neuville-sur-Saône            | Rhône                 | Auvergne-Rhône-Alpes       | inscrit    | « PA69000020 », notice no PA69000020 | 45° 52′ 35″ nord, 4° 50′ 23″ est    |       |
| Maison forte de Vourles                                                   | Vourles                       | Rhône                 | Auvergne-Rhône-Alpes       | classé     | « PA69000015 », notice no PA69000015 | 45° 39′ 42″ nord, 4° 46′ 50″ est    |       |
| Musée Vivant-Denon                                                        | Chalon-sur-Saône              | Saône-et-Loire        | Bourgogne-Franche-Comté    | inscrit    | « PA71000019 », notice no PA71000019 | 46° 46′ 51″ nord, 4° 51′ 08″ est    |       |
| Église Saint-Pierre de Lavaré                                             | Lavaré                        | Sarthe                | Pays de la Loire           | classé     | « PA00109775 », notice no PA00109775 | 48° 03′ 14″ nord, 0° 38′ 44″ est    |       |
| Église Saint-Martin de Souvigné-sur-Même                                  | Souvigné-sur-Même             | Sarthe                | Pays de la Loire           | inscrit    | « PA72000029 », notice no PA72000029 | 48° 13′ 10″ nord, 0° 38′ 13″ est    |       |
| Pâtisserie Le Fidèle Berger                                               | Chambéry                      | Savoie                | Auvergne-Rhône-Alpes       | inscrit    | « PA73000007 », notice no PA73000007 | 45° 33′ 56″ nord, 5° 55′ 15″ est    |       |
| Ancienne mairie de Saint-Sorlin-d'Arves                                   | Saint-Sorlin-d'Arves          | Savoie                | Auvergne-Rhône-Alpes       | inscrit    | « PA73000006 », notice no PA73000006 | 45° 13′ 14″ nord, 6° 14′ 17″ est    |       |
| Abbaye de Preuilly                                                        | Égligny                       | Seine-et-Marne        | Île-de-France              | classé     | « PA00086943 », notice no PA00086943 | 48° 26′ 46″ nord, 3° 06′ 42″ est    |       |
| Ancienne église du prieuré Saint-Martin de La Ferté-Gaucher               | La Ferté-Gaucher              | Seine-et-Marne        | Île-de-France              | inscrit    | « PA77000021 », notice no PA77000021 | 48° 46′ 49″ nord, 3° 18′ 32″ est    |       |
| Minoterie Lambotte                                                        | Aumale                        | Seine-Maritime        | Normandie                  | classé     | « PA76000062 », notice no PA76000062 | 49° 46′ 04″ nord, 1° 45′ 14″ est    |       |
| Basilique Notre-Dame de Bonsecours                                        | Bonsecours                    | Seine-Maritime        | Normandie                  | classé     | « PA00100572 », notice no PA00100572 | 49° 25′ 18″ nord, 1° 07′ 23″ est    |       |
| Église Saint-Martin de Foucarmont                                         | Foucarmont                    | Seine-Maritime        | Normandie                  | inscrit    | « PA76000067 », notice no PA76000067 | 49° 50′ 52″ nord, 1° 34′ 10″ est    |       |
| Pont de Coq                                                               | Ménerval                      | Seine-Maritime        | Normandie                  | inscrit    | « PA76000069 », notice no PA76000069 | 49° 34′ 49″ nord, 1° 38′ 48″ est    |       |
| Collégiale Saint-Pierre de Neuf-Marché                                    | Neuf-Marché                   | Seine-Maritime        | Normandie                  | classé     | « PA76000041 », notice no PA76000041 | 49° 25′ 26″ nord, 1° 43′ 06″ est    |       |
| Immeuble le Métropole                                                     | Rouen                         | Seine-Maritime        | Normandie                  | inscrit    | « PA76000043 », notice no PA76000043 | 49° 26′ 52″ nord, 1° 05′ 38″ est    |       |
| Église Saint-Vincent-de-Paul de Sotteville-lès-Rouen                      | Sotteville-lès-Rouen          | Seine-Maritime        | Normandie                  | inscrit    | « PA76000068 », notice no PA76000068 | 49° 24′ 25″ nord, 1° 05′ 57″ est    |       |
| Église Notre-Dame-de-l'Assomption                                         | Neuilly-Plaisance             | Seine-Saint-Denis     | Île-de-France              | inscrit    | « PA93000016 », notice no PA93000016 | 48° 52′ 26″ nord, 2° 30′ 32″ est    |       |
| Ateliers de réparation de La Plaine                                       | Saint-Denis                   | Seine-Saint-Denis     | Île-de-France              | inscrit    | « PA93000017 », notice no PA93000017 | 48° 54′ 53″ nord, 2° 21′ 25″ est    |       |
| Basilique Notre-Dame de Brebières                                         | Albert                        | Somme                 | Hauts-de-France            | classé     | « PA80000002 », notice no PA80000002 | 50° 00′ 15″ nord, 2° 38′ 54″ est    |       |
| Église Saint-Vaast de Wailly                                              | Conty                         | Somme                 | Hauts-de-France            | classé     | « PA80000021 », notice no PA80000021 | 49° 46′ 05″ nord, 2° 09′ 19″ est    |       |
| Château de Fransu                                                         | Fransu                        | Somme                 | Hauts-de-France            | inscrit    | « PA80000046 », notice no PA80000046 | 50° 06′ 34″ nord, 2° 05′ 31″ est    |       |
| Château de Digeon                                                         | Morvillers-Saint-Saturnin     | Somme                 | Hauts-de-France            | inscrit    | « PA80000045 », notice no PA80000045 | 49° 45′ 51″ nord, 1° 47′ 40″ est    |       |
| Château de Tilloy-lès-Conty                                               | Tilloy-lès-Conty              | Somme                 | Hauts-de-France            | inscrit    | « PA80000047 », notice no PA80000047 | 49° 45′ 12″ nord, 2° 10′ 44″ est    |       |
| Église Saint-Étienne de Belcastel                                         | Belcastel                     | Tarn                  | Occitanie                  | inscrit    | « PA00095488 », notice no PA00095488 | 43° 38′ 57″ nord, 1° 45′ 19″ est    |       |
| Domaine de Contines de Las Barros                                         | Réalville                     | Tarn-et-Garonne       | Occitanie                  | inscrit    | « PA82000010 », notice no PA82000010 | 44° 08′ 06″ nord, 1° 29′ 57″ est    |       |
| École Jules Heidet                                                        | Belfort                       | Territoire de Belfort | Bourgogne-Franche-Comté    | inscrit    | « PA90000007 », notice no PA90000007 | 47° 38′ 18″ nord, 6° 51′ 57″ est    |       |
| Église Saint-Pierre-et-Saint-Paul de Viarmes                              | Viarmes                       | Val-d'Oise            | Île-de-France              | inscrit    | « PA00080228 », notice no PA00080228 | 49° 07′ 32″ nord, 2° 22′ 10″ est    |       |
| Maison du manufacturier Gilardoni                                         | Thiais                        | Val-de-Marne          | Île-de-France              | inscrit    | « PA94000018 », notice no PA94000018 | 48° 46′ 04″ nord, 2° 24′ 12″ est    |       |
| Pigeonnier de Roux de Corse                                               | Brue-Auriac                   | Var                   | Provence-Alpes-Côte d'Azur | inscrit    | « PA83000016 », notice no PA83000016 | 43° 31′ 41″ nord, 5° 56′ 58″ est    |       |
| Villa Bellevue                                                            | Sainte-Maxime                 | Var                   | Provence-Alpes-Côte d'Azur | inscrit    | « PA83000015 », notice no PA83000015 | 43° 19′ 40″ nord, 6° 40′ 01″ est    |       |
| Ancien couvent de la Visitation Sainte-Marie de Carpentras                | Carpentras                    | Vaucluse              | Provence-Alpes-Côte d'Azur | classé     | « PA00081998 », notice no PA00081998 | 44° 03′ 21″ nord, 5° 02′ 47″ est    |       |
| Moulin à eau de Bourgane                                                  | Saint-Saturnin-lès-Apt        | Vaucluse              | Provence-Alpes-Côte d'Azur | inscrit    | « PA84000041 », notice no PA84000041 | 43° 55′ 07″ nord, 5° 23′ 13″ est    |       |
| Ferme du Cabaret                                                          | Saint-Saturnin-lès-Apt        | Vaucluse              | Provence-Alpes-Côte d'Azur | inscrit    | « PA84000042 », notice no PA84000042 | 43° 55′ 23″ nord, 5° 23′ 00″ est    |       |
| Église Saint-Michel de Velleron                                           | Velleron                      | Vaucluse              | Provence-Alpes-Côte d'Azur | inscrit    | « PA84000043 », notice no PA84000043 | 43° 57′ 23″ nord, 5° 01′ 49″ est    |       |
| Grands Greniers                                                           | Puyravault                    | Vendée                | Pays de la Loire           | inscrit    | « PA85000020 », notice no PA85000020 | 46° 22′ 39″ nord, 1° 04′ 57″ ouest  |       |
| Château de la Roche-Amenon                                                | Buxeuil                       | Vienne                | Nouvelle-Aquitaine         | inscrit    | « PA00105369 », notice no PA00105369 | 46° 58′ 57″ nord, 0° 39′ 24″ est    |       |
| Institution Saint-Gabriel                                                 | Châtellerault                 | Vienne                | Nouvelle-Aquitaine         | inscrit    | « PA86000026 », notice no PA86000026 | 46° 48′ 58″ nord, 0° 32′ 30″ est    |       |
| Logis du Fort                                                             | Cheneché                      | Vienne                | Nouvelle-Aquitaine         | inscrit    | « PA86000025 », notice no PA86000025 | 46° 44′ 03″ nord, 0° 16′ 35″ est    |       |
| Château de la Bournalière                                                 | Cuhon                         | Vienne                | Nouvelle-Aquitaine         | inscrit    | « PA86000023 », notice no PA86000023 | 46° 46′ 12″ nord, 0° 06′ 21″ est    |       |
| Château d'Habin                                                           | Saint-Genest-d'Ambière        | Vienne                | Nouvelle-Aquitaine         | inscrit    | « PA86000024 », notice no PA86000024 | 46° 49′ 37″ nord, 0° 20′ 29″ est    |       |
| Château de la Motte                                                       | Usseau                        | Vienne                | Nouvelle-Aquitaine         | inscrit    | « PA00105748 », notice no PA00105748 | 46° 52′ 47″ nord, 0° 30′ 31″ est    |       |
| Château du Breuil                                                         | Vernon                        | Vienne                | Nouvelle-Aquitaine         | inscrit    | « PA00105765 », notice no PA00105765 | 46° 26′ 29″ nord, 0° 28′ 33″ est    |       |
| Église Saint-Martin                                                       | Dommartin-sur-Vraine          | Vosges                | Grand Est                  | inscrit    | « PA88000039 », notice no PA88000039 | 48° 20′ 10″ nord, 5° 54′ 10″ est    |       |
| Château de Dommartin-sur-Vraine                                           | Dommartin-sur-Vraine          | Vosges                | Grand Est                  | inscrit    | « PA88000038 », notice no PA88000038 | 48° 20′ 11″ nord, 5° 54′ 06″ est    |       |
| Château des Capucins                                                      | Rambervillers                 | Vosges                | Grand Est                  | inscrit    | « PA88000041 », notice no PA88000041 | 48° 21′ 02″ nord, 6° 38′ 02″ est    |       |
| Maison du Docteur Gauthier                                                | Saint-Dié-des-Vosges          | Vosges                | Grand Est                  | inscrit    | « PA88000040 », notice no PA88000040 | 48° 18′ 12″ nord, 6° 56′ 47″ est    |       |
| Éolienne de Vaudeurs                                                      | Vaudeurs                      | Yonne                 | Bourgogne-Franche-Comté    | inscrit    | « PA89000036 », notice no PA89000036 | 48° 08′ 03″ nord, 3° 33′ 01″ est    |       |
| Église Saint-Martin de Bazoches-sur-Guyonne                               | Bazoches-sur-Guyonne          | Yvelines              | Île-de-France              | inscrit    | « PA78000020 », notice no PA78000020 | 48° 46′ 44″ nord, 1° 51′ 36″ est    |       |